# Tavius Robinson
Tavius Patrick Robinson (Guelph, Ontario; 3 de enero de 1999) más conocido como Tavius Robinson, es un jugador profesional canadiense de fútbol americano, se desempeña en la posición de linebacker en Baltimore Ravens, en la National Football League (NFL).

## Carrera
Hizo su debut profesional con el equipo Baltimore Ravens, lleva jugando una temporada, comenzó en el 2023.